# Mahiro Ano
Mahiro Ano (jap. 阿野 真拓, Ano Mahiro; * 30. August 2003 in der Präfektur Tochigi) ist ein japanischer Fußballspieler.

## Karriere
Mahiro Ano erlernte das Fußballspielen in der Schulmannschaft der Minamikawachi School sowie in der Jugendmannschaft von Tokyo Verdy. Hier unterschrieb er 2020 auch seinen ersten Profivertrag. Der Verein aus der Präfektur Tokio spielte in der zweiten japanischen Liga, J2 League. Sein Zweitligadebüt gab er am 12. August 2020 im Auswärtsspiel gegen Avispa Fukuoka. Hier wurde er in der 88. Minute für Shion Inoue eingewechselt. Im Sommer 2022 wurde Ano dann an Fukui United in die fünftklassige Hokushinetsu Football League ausgeliehen.